# Mistrzostwa Włoch w Skokach Narciarskich 2015
Mistrzostwa Włoch w Skokach Narciarskich – zawody o mistrzostwo Włoch w skokach narciarskich, które odbyły się 24 października 2015 roku na skoczni Trampolino Dal Ben w Predazzo.
Mistrzostwo Włoch wywalczył Alex Insam, który wyprzedził o 14 i pół punktu Roberto Dellasege i o 17 Sebastiana Colloredo.
Mistrzynią Włoch została Elena Runggaldier. Wicemistrzynią została Evelyn Insam ze stratą półtora punktu. Brąz zdobyła Lara Malsiner ze stratą 21,5 punktu.

## Konkurs indywidualny mężczyzn (Predazzo, 24.10.2015)
| Miejsce | Zawodnik            | Klub                  | Skok 1 | Skok 2 | Punkty |
| ------- | ------------------- | --------------------- | ------ | ------ | ------ |
| 1.      | Alex Insam          | SC Gardena            | 100,0  | 95,0   | 242,5  |
| 2.      | Roberto Dellasega   | G.S. Fiamme Gialle    | 94,0   | 95,5   | 228,0  |
| 3.      | Sebastian Colloredo | G.S. Fiamme Gialle    | 96,5   | 95,5   | 225,5  |
| 4.      | Davide Bresadola    | C. S. Esercito        | 97,5   | 91,0   | 223,5  |
| 5.      | Federico Cecon      | G.S. Fiamme Gialle    | 91,0   | 95,0   | 218,5  |
| 5.      | Daniele Varesco     | G.S. Fiamme Oro Moena | 92,0   | 93,5   | 218,5  |
| 7.      | Zeno Di Lenardo     | Sci Cai Monte Lussari | 91,0   | 89,0   | 202,5  |
| 8.      | Andrea Morassi      | C.S. Forestale        | 88,0   | 87,0   | 193,0  |
| 9.      | Michael Lunardi     | SC Gallio             | 88,0   | 86,5   | 192,0  |
| 10.     | Samuel Costa        | G.S. Fiamme Oro Moena | 85,5   | 87,0   | 188,0  |
| 11.     | Manuel Maierhofer   | G.S. Fiamme Gialle    | 85,0   | 85,5   | 182,5  |
| 12.     | Joy Senoner         | SC Gardena            | 84,5   | 85,5   | 182,0  |
| 13.     | Alessandro Pittin   | G.S. Fiamme Gialle    | 86,0   | 84,0   | 180,5  |
| 14.     | Lukas Runggaldier   | G.S. Fiamme Gialle    | 86,5   | 82,5   | 178,5  |
| 15.     | Armin Bauer         | G.S. Fiamme Gialle    | 82,5   | 81,5   | 167,0  |
| 16.     | Raffaele Buzzi      | C.S. Forestale        | 82,5   | 81,0   | 165,0  |
| 17.     | Giovanni Bresadola  | Monteginer            | 74,5   | 77,0   | 138,5  |
| 18.     | Alessio Longo       | G.S. Fiamme Oro Moena | 74,5   | 77,0   | 138,0  |
| 19.     | Mattia Runggaldier  | G.S. Fiamme Gialle    | 75,5   | 74,0   | 127,5  |
| 20.     | Kevin Rosenwirth    | Sci Cai Monte Lussari | 72,0   | 68,5   | 108,0  |

## Konkurs indywidualny kobiet (Predazzo, 24.10.2015)
| Miejsce | Zawodnik          | Klub                  | Skok 1 | Skok 2 | Punkty |
| ------- | ----------------- | --------------------- | ------ | ------ | ------ |
| 1.      | Elena Runggaldier | G.S. Fiamme Gialle    | 90,0   | 93,0   | 212,0  |
| 2.      | Evelyn Insam      | SC Gardena            | 91,0   | 92,5   | 210,5  |
| 3.      | Lara Malsiner     | SC Gardena            | 90,0   | 86,0   | 190,5  |
| 4.      | Manuela Malsiner  | SC Gardena            | 83,5   | 87,5   | 180,0  |
| 5.      | Alice Puntel      | Sci Cai Monte Lussari | 67,0   | 64,0   | 87,0   |